# Fußball-Weltmeisterschaft der Frauen 2023/Finalrunde
Die Finalrunde der Fußball-Weltmeisterschaft der Frauen 2023 fand vom 5. August bis zum 20. August 2023 statt.

## Übersicht

### Qualifizierte Teams
Durch ihre Ergebnisse in der Gruppenphase hatten sich 16 Mannschaften für die Finalrunde qualifiziert:
| Gruppe A    | Gruppe B      | Gruppe C   | Gruppe D    | Gruppe E       | Gruppe F      | Gruppe G     | Gruppe H     |
| ----------- | ------------- | ---------- | ----------- | -------------- | ------------- | ------------ | ------------ |
| 1. Schweiz  | 1. Australien | 1. Japan   | 1. England  | 1. Niederlande | 1. Frankreich | 1. Schweden  | 1. Kolumbien |
| 2. Norwegen | 2. Nigeria    | 2. Spanien | 2. Dänemark | 2. USA         | 2. Jamaika    | 2. Südafrika | 2. Marokko   |

### Spielplan
|  | Achtelfinale | Achtelfinale |            |            | Viertelfinale    | Viertelfinale |  |  | Halbfinale | Halbfinale |  |  | Finale | Finale |
|  |              |              |            |            |                  |               |  |  |            |            |  |  |        |        |
|  |              |              |            |            |                  |               |  |  |            |            |  |  |        |        |
|  | Schweiz      | 1            |            |            |                  |               |  |  |            |            |  |  |        |        |
|  | Schweiz      | 1            |            |            |                  |               |  |  |            |            |  |  |        |        |
|  | Spanien      | 5            |            |            |                  |               |  |  |            |            |  |  |        |        |
|  | Spanien      | 5            | Spanien    | 02V        |                  |               |  |  |            |            |  |  |        |        |
|  |              |              | Spanien    | 02V        |                  |               |  |  |            |            |  |  |        |        |
|  |              | Niederlande  | 1          |            |                  |               |  |  |            |            |  |  |        |        |
|  | Niederlande  | Niederlande  | 1          | 2          |                  |               |  |  |            |            |  |  |        |        |
|  | Niederlande  |              |            | 2          |                  |               |  |  |            |            |  |  |        |        |
|  | Südafrika    | 0            |            |            |                  |               |  |  |            |            |  |  |        |        |
|  | Südafrika    | 0            | Spanien    | 2          |                  |               |  |  |            |            |  |  |        |        |
|  |              |              | Spanien    | 2          |                  |               |  |  |            |            |  |  |        |        |
|  |              | Schweden     | 1          |            |                  |               |  |  |            |            |  |  |        |        |
|  | Japan        | Schweden     | 1          | 3          |                  |               |  |  |            |            |  |  |        |        |
|  | Japan        |              |            | 3          |                  |               |  |  |            |            |  |  |        |        |
|  | Norwegen     | 1            |            |            |                  |               |  |  |            |            |  |  |        |        |
|  | Norwegen     | 1            | Japan      | 1          |                  |               |  |  |            |            |  |  |        |        |
|  |              |              | Japan      | 1          |                  |               |  |  |            |            |  |  |        |        |
|  |              | Schweden     | 2          |            |                  |               |  |  |            |            |  |  |        |        |
|  | Schweden     | Schweden     | 2          | 0 (5)E     |                  |               |  |  |            |            |  |  |        |        |
|  | Schweden     |              |            | 0 (5)E     |                  |               |  |  |            |            |  |  |        |        |
|  | USA          | 0 (4)        |            |            |                  |               |  |  |            |            |  |  |        |        |
|  | USA          | 0 (4)        | Spanien    | 1          |                  |               |  |  |            |            |  |  |        |        |
|  |              |              | Spanien    | 1          |                  |               |  |  |            |            |  |  |        |        |
|  |              | England      | 0          |            |                  |               |  |  |            |            |  |  |        |        |
|  | Australien   | England      | 0          | 2          |                  |               |  |  |            |            |  |  |        |        |
|  | Australien   |              |            | 2          |                  |               |  |  |            |            |  |  |        |        |
|  | Dänemark     | 0            |            |            |                  |               |  |  |            |            |  |  |        |        |
|  | Dänemark     | 0            | Australien | 0 (7)E     |                  |               |  |  |            |            |  |  |        |        |
|  |              |              | Australien | 0 (7)E     |                  |               |  |  |            |            |  |  |        |        |
|  |              | Frankreich   | 0 (6)      |            |                  |               |  |  |            |            |  |  |        |        |
|  | Frankreich   | Frankreich   | 0 (6)      | 4          |                  |               |  |  |            |            |  |  |        |        |
|  | Frankreich   |              |            | 4          |                  |               |  |  |            |            |  |  |        |        |
|  | Marokko      | 0            |            |            |                  |               |  |  |            |            |  |  |        |        |
|  | Marokko      | 0            | Australien | 1          |                  |               |  |  |            |            |  |  |        |        |
|  |              |              | Australien | 1          |                  |               |  |  |            |            |  |  |        |        |
|  |              | England      | 3          |            |                  |               |  |  |            |            |  |  |        |        |
|  | England      | England      | 3          | 0 (4)E     |                  |               |  |  |            |            |  |  |        |        |
|  | England      |              |            | 0 (4)E     |                  |               |  |  |            |            |  |  |        |        |
|  | Nigeria      | 0 (2)        |            |            |                  |               |  |  |            |            |  |  |        |        |
|  | Nigeria      | 0 (2)        | England    | 2          |                  |               |  |  |            |            |  |  |        |        |
|  |              |              | England    | 2          | Spiel um Platz 3 |               |  |  |            |            |  |  |        |        |
|  |              | Kolumbien    | 1          |            |                  |               |  |  |            |            |  |  |        |        |
|  | Kolumbien    | Kolumbien    | 1          | 1          | Schweden         | 2             |  |  |            |            |  |  |        |        |
|  | Kolumbien    |              |            | 1          | Schweden         | 2             |  |  |            |            |  |  |        |        |
|  | Jamaika      | 0            |            | Australien | 0                |               |  |  |            |            |  |  |        |        |

V Sieg nach Verlängerung

E Sieg im Elfmeterschießen

## Achtelfinale

### Schweiz – Spanien 1:5 (1:4)
| Schweiz                                                         | Schweiz | Spanien | Spanien |
| --------------------------------------------------------------- | --- | --- | ------- |
| Schweiz                                                         | \| 1. Achtelfinale \| \| 5. August um 17:00 Uhr (07:00 Uhr MESZ) in Auckland (Eden Park) \| \| Zuschauer: 43.217 \| \| Schiedsrichterin: Cheryl Foster ( Wales) 1 \| \| Spielbericht \| | \| 1. Achtelfinale \| \| 5. August um 17:00 Uhr (07:00 Uhr MESZ) in Auckland (Eden Park) \| \| Zuschauer: 43.217 \| \| Schiedsrichterin: Cheryl Foster ( Wales) 1 \| \| Spielbericht \| | Spanien |
| Schweiz                                                         | Gaëlle Thalmann – Eseosa Aigbogun (46. Viola Calligaris), Noelle Maritz, Julia Stierli, Nadine Riesen (84. Lara Marti) – Coumba Sow (46. Meriame Terchoun), Lia Wälti , Géraldine Reuteler (46. Sandrine Mauron) – Seraina Piubel (75. Fabienne Humm), Ramona Bachmann, Ana Maria Crnogorčević Cheftrainerin: Inka Grings ( Deutschland) | Cata Coll – Oihane Hernández, Irene Paredes, Laia Codina, Ona Batlle – Aitana Bonmatí (77. Irene Guerrero), Teresa Abelleira (64. María Pérez Rabaza), Jennifer Hermoso (77. Alexia Putellas) – Alba Redondo, Esther González (64. Eva Navarro), Salma Paralluelo (84. Athenea del Castillo) Cheftrainer: Jorge Vilda | Spanien |
| Schweiz                                                         | 1:1 Codina (11., Eigentor) | 0:1 Bonmatí (5.) 1:2 Redondo (17.) 1:3 Bonmatí (36.) 1:4 Codina (45.) 1:5 Hermoso (70.) | Spanien |
| Schweiz                                                         | Stierli (73.) | | Spanien |
| Schweiz                                                         | Spieler des Spiels: Aitana Bonmatí (Spanien) | | Spanien |
| 1. Achtelfinale                                                 | | |         |
| 5. August um 17:00 Uhr (07:00 Uhr MESZ) in Auckland (Eden Park) | | |         |
| Zuschauer: 43.217                                               | | |         |
| Schiedsrichterin: Cheryl Foster ( Wales) 1                      | | |         |
| Spielbericht                                                    | | |         |

### Japan – Norwegen 3:1 (1:1)
| Japan                                                                               | Japan | Norwegen | Norwegen |
| ----------------------------------------------------------------------------------- | --- | --- | -------- |
| Japan                                                                               | \| 2. Achtelfinale \| \| 5. August um 20:00 Uhr (10:00 Uhr MESZ) in Wellington (Wellington Regional Stadium) \| \| Zuschauer: 33.042 \| \| Schiedsrichterin: Edina Alves ( Brasilien) 2 \| \| Spielbericht \| | \| 2. Achtelfinale \| \| 5. August um 20:00 Uhr (10:00 Uhr MESZ) in Wellington (Wellington Regional Stadium) \| \| Zuschauer: 33.042 \| \| Schiedsrichterin: Edina Alves ( Brasilien) 2 \| \| Spielbericht \| | Norwegen |
| Japan                                                                               | Ayaka Yamashita – Hana Takahashi, Saki Kumagai , Moeka Minami – Risa Shimizu, Fūka Nagano, Yui Hasegawa, Jun Endō – Hinata Miyazawa, Mina Tanaka (72. Riko Ueki), Aoba Fujino Cheftrainer: Futoshi Ikeda      | Aurora Watten Mikalsen – Thea Bjelde (88. Sara Hørte), Maren Mjelde , Mathilde Harviken, Tuva Hansen (74. Ada Hegerberg) – Vilde Bøe Risa (63. Frida Leonhardsen Maanum), Ingrid Syrstad Engen, Guro Reiten – Caroline Graham Hansen, Sophie Román Haug, Emilie Bosshard Haavi (63. Karina Sævik) Cheftrainerin: Hege Riise | Norwegen |
| Japan                                                                               | 1:0 Engen (15., Eigentor) 2:1 Shimizu (50.) 3:1 Miyazawa (81.) | 1:1 Reiten (20.) | Norwegen |
| Japan                                                                               | Guro Reiten erzielt das 100. WM-Tor für Norwegen | | Norwegen |
| Japan                                                                               | Spieler des Spiels: Hinata Miyazawa (Japan) | | Norwegen |
| 2. Achtelfinale                                                                     | | |          |
| 5. August um 20:00 Uhr (10:00 Uhr MESZ) in Wellington (Wellington Regional Stadium) | | |          |
| Zuschauer: 33.042                                                                   | | |          |
| Schiedsrichterin: Edina Alves ( Brasilien) 2                                        | | |          |
| Spielbericht                                                                        | | |          |

### Niederlande – Südafrika 2:0 (1:0)
| Niederlande                                                                 | Niederlande | Südafrika | Südafrika |
| --------------------------------------------------------------------------- | --- | --- | --------- |
| Niederlande                                                                 | \| 3. Achtelfinale \| \| 6. August um 12:00 Uhr (04:00 Uhr MESZ) in Sydney (Sydney Football Stadium) \| \| Zuschauer: 40.233 \| \| Schiedsrichterin: Yoshimi Yamashita ( Japan) 3 \| \| Spielbericht \| | \| 3. Achtelfinale \| \| 6. August um 12:00 Uhr (04:00 Uhr MESZ) in Sydney (Sydney Football Stadium) \| \| Zuschauer: 40.233 \| \| Schiedsrichterin: Yoshimi Yamashita ( Japan) 3 \| \| Spielbericht \| | Südafrika |
| Niederlande                                                                 | Daphne van Domselaar – Sherida Spitse, Stefanie van der Gragt , Dominique Janssen – Jackie Groenen, Victoria Pelova (88. Lynn Wilms), Jill Roord (90.+2' Katja Snoeijs), Daniëlle van de Donk (75. Damaris Egurrola), Esmee Brugts (88. Kerstin Casparij) – Lineth Beerensteyn, Lieke Martens (90.+2' Jill Baijings) Cheftrainer: Andries Jonker | Kaylin Swart – Lebogang Ramalepe, Bambanani Mbane (42. Tiisetso Makhubela), Noko Matlou, Karabo Dhlamini – Kholosa Biyana, Bongeka Gamede, Hildah Magaia (90.+2' Noxolo Cesane), Linda Motlhalo (90.+2' Melinda Kgadiete), Jermaine Seoposenwe (30. Wendy Shongwe) – Thembi Kgatlana Cheftrainerin: Desiree Ellis | Südafrika |
| Niederlande                                                                 | 1:0 Roord (9.) 2:0 Beerensteyn (68.) | | Südafrika |
| Niederlande                                                                 | van de Donk (67.) | | Südafrika |
| Niederlande                                                                 | Spieler des Spiels: Daphne van Domselaar (Niederlande) | | Südafrika |
| 3. Achtelfinale                                                             | | |           |
| 6. August um 12:00 Uhr (04:00 Uhr MESZ) in Sydney (Sydney Football Stadium) | | |           |
| Zuschauer: 40.233                                                           | | |           |
| Schiedsrichterin: Yoshimi Yamashita ( Japan) 3                              | | |           |
| Spielbericht                                                                | | |           |

### Schweden – USA 0:0 n.V., 5:4 i.E.
| Schweden                                                                             | Schweden | USA | USA |
| ------------------------------------------------------------------------------------ | --- | --- | --- |
| Schweden                                                                             | \| 4. Achtelfinale \| \| 6. August um 19:00 Uhr (11:00 Uhr MESZ) in Melbourne (Melbourne Rectangular Stadium) \| \| Zuschauer: 27.706 \| \| Schiedsrichterin: Stéphanie Frappart ( Frankreich) 4 \| \| Spielbericht \| | \| 4. Achtelfinale \| \| 6. August um 19:00 Uhr (11:00 Uhr MESZ) in Melbourne (Melbourne Rectangular Stadium) \| \| Zuschauer: 27.706 \| \| Schiedsrichterin: Stéphanie Frappart ( Frankreich) 4 \| \| Spielbericht \|                                                       | USA |
| Schweden                                                                             | Zećira Mušović – Nathalie Björn, Amanda Ilestedt, Magdalena Eriksson, Jonna Andersson – Filippa Angeldal (97. Hanna Bennison), Elin Rubensson, Johanna Rytting Kaneryd (81. Sofia Jakobsson), Kosovare Asllani (81. Lina Hurtig), Fridolina Rolfö – Stina Blackstenius (112. Rebecka Blomqvist) Cheftrainer: Peter Gerhardsson | Alyssa Naeher – Emily Fox (120. Kelley O’Hara), Julie Ertz, Naomi Girma, Crystal Dunn – Emily Sonnett (120. Kristie Mewis), Andi Sullivan, Trinity Rodman (66. Lynn Williams), Lindsey Horan , Sophia Smith – Alex Morgan (99. Megan Rapinoe) Cheftrainer: Vlatko Andonovski | USA |
| Schweden                                                                             | Elfmeterschießen | | USA |
| Schweden                                                                             | 1:1 Rolfö 2:2 Rubensson Björn schießt über das Tor Naeher hält gegen Blomqvist 3:3 Bennison 4:4 Eriksson 5:4 Hurtig | 0:1 Sullivan 1:2 Horan 2:3 Mewis Rapinoe schießt über das Tor Smith schießt neben das Tor 3:4 Naeher O’Hara schießt gegen den Pfosten | USA |
| Schweden                                                                             | Asllani (49.) | Ertz (119.) | USA |
| Schweden                                                                             | Spieler des Spiels: Zećira Mušović (Schweden) | | USA |
| 4. Achtelfinale                                                                      | | |     |
| 6. August um 19:00 Uhr (11:00 Uhr MESZ) in Melbourne (Melbourne Rectangular Stadium) | | |     |
| Zuschauer: 27.706                                                                    | | |     |
| Schiedsrichterin: Stéphanie Frappart ( Frankreich) 4                                 | | |     |
| Spielbericht                                                                         | | |     |

### England – Nigeria 0:0 n.V., 4:2 i.E.
| England                                                         | England | Nigeria | Nigeria |
| --------------------------------------------------------------- | --- | --- | ------- |
| England                                                         | \| 5. Achtelfinale \| \| 7. August um 17:30 Uhr (09:30 Uhr MESZ) in Brisbane (Lang Park) \| \| Zuschauer: 49.461 \| \| Schiedsrichterin: Melissa Borjas ( Honduras) 5 \| \| Spielbericht \|                                                                           | \| 5. Achtelfinale \| \| 7. August um 17:30 Uhr (09:30 Uhr MESZ) in Brisbane (Lang Park) \| \| Zuschauer: 49.461 \| \| Schiedsrichterin: Melissa Borjas ( Honduras) 5 \| \| Spielbericht \| | Nigeria |
| England                                                         | Mary Earps – Jessica Carter, Millie Bright , Alex Greenwood – Lucy Bronze, Georgia Stanway, Keira Walsh (120. Katie Zelem), Rachel Daly, Lauren James – Alessia Russo (88. Chloe Kelly), Lauren Hemp (105. Beth England) Cheftrainerin: Sarina Wiegman ( Niederlande) | Chiamaka Nnadozie – Michelle Alozie, Osinachi Ohale, Oluwatosin Demehin, Ashleigh Plumptre – Christy Ucheibe, Halimatu Ayinde (90. Jennifer Echegini), Uchenna Kanu (81. Francisca Ordega), Toni Payne (114. Desire Oparanozie), Rasheedat Ajibade – Ifeoma Onumonu (58. Asisat Oshoala) Cheftrainer: Randy Waldrum ( Vereinigte Staaten) | Nigeria |
| England                                                         | Elfmeterschießen | | Nigeria |
| England                                                         | Stanway schießt neben das Tor 1:0 England 2:0 Daly 3:1 Greenwood 4:2 Kelly | Oparanozie schießt neben das Tor Alozie schießt über das Tor 2:1 Ajibade 3:2 Ucheibe | Nigeria |
| England                                                         | James (87.) | | Nigeria |
| England                                                         | Foulelfmeter für England nach Videobeweis zurückgenommen (34.) Rote Karte für James nach Videobeweis wegen einer Tätlichkeit (87.) | | Nigeria |
| England                                                         | Spieler des Spiels: Mary Earps (England) | | Nigeria |
| 5. Achtelfinale                                                 | | |         |
| 7. August um 17:30 Uhr (09:30 Uhr MESZ) in Brisbane (Lang Park) | | |         |
| Zuschauer: 49.461                                               | | |         |
| Schiedsrichterin: Melissa Borjas ( Honduras) 5                  | | |         |
| Spielbericht                                                    | | |         |

### Australien – Dänemark 2:0 (1:0)
| Australien                                                            | Australien | Dänemark | Dänemark |
| --------------------------------------------------------------------- | --- | --- | -------- |
| Australien                                                            | \| 6. Achtelfinale \| \| 7. August um 20:30 Uhr (12:30 Uhr MESZ) in Sydney (Stadium Australia) \| \| Zuschauer: 75.784 \| \| Schiedsrichterin: Rebecca Welch ( England) 6 \| \| Spielbericht \| | \| 6. Achtelfinale \| \| 7. August um 20:30 Uhr (12:30 Uhr MESZ) in Sydney (Stadium Australia) \| \| Zuschauer: 75.784 \| \| Schiedsrichterin: Rebecca Welch ( England) 6 \| \| Spielbericht \| | Dänemark |
| Australien                                                            | Mackenzie Arnold – Ellie Carpenter, Clare Hunt, Alanna Kennedy, Stephanie Catley – Katrina Gorry, Kyra Cooney-Cross, Emily van Egmond (80. Cortnee Vine) – Hayley Raso (80. Sam Kerr), Mary Fowler (90.+1' Clare Polkinghorne), Caitlin Foord (90.+5' Tameka Yallop) Cheftrainer: Tony Gustavsson ( Schweden) | Lene Christensen – Rikke Læntver Sevecke (63. Signe Bruun), Stine Ballisager Pedersen, Simone Boye Sørensen, Katrine Veje – Kathrine Møller Kühl (73. Josefine Hasbo), Karen Holmgaard (82. Sanne Troelsgaard Nielsen), Janni Thomsen, Pernille Harder , Rikke Marie Madsen (63. Mille Gejl) – Amalie Vangsgaard (82. Emma Snerle) Cheftrainer: Lars Søndergaard | Dänemark |
| Australien                                                            | 1:0 Foord (29.) 2:0 Raso (70.) | | Dänemark |
| Australien                                                            | Thomsen (66.) | | Dänemark |
| Australien                                                            | Spieler des Spiels: Caitlin Foord (Australien) | | Dänemark |
| 6. Achtelfinale                                                       | | |          |
| 7. August um 20:30 Uhr (12:30 Uhr MESZ) in Sydney (Stadium Australia) | | |          |
| Zuschauer: 75.784                                                     | | |          |
| Schiedsrichterin: Rebecca Welch ( England) 6                          | | |          |
| Spielbericht                                                          | | |          |

### Kolumbien – Jamaika 1:0 (0:0)
| Kolumbien                                                                            | Kolumbien | Jamaika | Jamaika |
| ------------------------------------------------------------------------------------ | --- | --- | ------- |
| Kolumbien                                                                            | \| 7. Achtelfinale \| \| 8. August um 18:00 Uhr (10:00 Uhr MESZ) in Melbourne (Melbourne Rectangular Stadium) \| \| Zuschauer: 27.706 \| \| Schiedsrichterin: Kate Jacewicz ( Australien) 7 \| \| Spielbericht \|                                                  | \| 7. Achtelfinale \| \| 8. August um 18:00 Uhr (10:00 Uhr MESZ) in Melbourne (Melbourne Rectangular Stadium) \| \| Zuschauer: 27.706 \| \| Schiedsrichterin: Kate Jacewicz ( Australien) 7 \| \| Spielbericht \| | Jamaika |
| Kolumbien                                                                            | Catalina Pérez Jaramillo – Carolina Arias, Jorelyn Carabalí, Daniela Arias, Ana Guzmán – Diana Ospina, Lorena Bedoya, Mayra Ramírez, Leicy Santos (87. Daniela Montoya Quiroz), Linda Caicedo – Catalina Usme (90.+3' Marcela Restrepo) Cheftrainer: Nelson Abadía | Rebecca Spencer – Tiernny Wiltshire (83. Cheyna Matthews), Allyson Swaby, Chantelle Swaby, Deneisha Blackwood – Vyan Sampson (79. Peyton McNamara), Kalyssa Van Zanten (46. Atlanta Primus), Drew Spence, Jody Brown (83. Kameron Simmonds), Trudi Carter (67. Tiffany Cameron) – Khadija Shaw Cheftrainer: Lorne Donaldson | Jamaika |
| Kolumbien                                                                            | 1:0 Usme (51.) | | Jamaika |
| Kolumbien                                                                            | D. Arias (70.) | C. Swaby (41.), Spence (45.+1') | Jamaika |
| Kolumbien                                                                            | Spieler des Spiels: Catalina Usme (Kolumbien) | | Jamaika |
| 7. Achtelfinale                                                                      | | |         |
| 8. August um 18:00 Uhr (10:00 Uhr MESZ) in Melbourne (Melbourne Rectangular Stadium) | | |         |
| Zuschauer: 27.706                                                                    | | |         |
| Schiedsrichterin: Kate Jacewicz ( Australien) 7                                      | | |         |
| Spielbericht                                                                         | | |         |

### Frankreich – Marokko 4:0 (3:0)
| Frankreich                                                              | Frankreich | Marokko | Marokko |
| ----------------------------------------------------------------------- | --- | --- | ------- |
| Frankreich                                                              | \| 8. Achtelfinale \| \| 8. August um 20:30 Uhr (13:00 Uhr MESZ) in Adelaide (Hindmarsh Stadium) \| \| Zuschauer: 13.557 \| \| Schiedsrichterin: Tori Penso ( Vereinigte Staaten) 8 \| \| Spielbericht \| | \| 8. Achtelfinale \| \| 8. August um 20:30 Uhr (13:00 Uhr MESZ) in Adelaide (Hindmarsh Stadium) \| \| Zuschauer: 13.557 \| \| Schiedsrichterin: Tori Penso ( Vereinigte Staaten) 8 \| \| Spielbericht \|                                                                                             | Marokko |
| Frankreich                                                              | Pauline Peyraud-Magnin – Ève Périsset (81. Estelle Cascarino), Wendie Renard , Élisa De Almeida, Sakina Karchaoui (90.+1' Aïssatou Tounkara) – Kenza Dali, Onema Grace Geyoro, Sandie Toletti (64. Vicki Becho), Selma Bacha, Kadidiatou Diani (90.+1' Viviane Asseyi) – Eugénie Le Sommer (81. Naomie Feller) Cheftrainer: Hervé Renard | Khadija Er-Rmichi – Hanane Aït El Haj, Nesryne El Chad, Nouhaïla Benzina, Zineb Redouani – Sakina Ouzraoui, Élodie Nakkach (64. Sarah Kassi), Ghizlane Chebbak , Fatima Tagnaout (64. Rosella Ayane) – Ibtissam Jraïdi, Anissa Lahmari (64. Sofia Bouftini) Cheftrainer: Reynald Pedros ( Frankreich) | Marokko |
| Frankreich                                                              | 1:0 Diani (15.) 2:0 Dali (20.) 3:0 Le Sommer (23.) 4:0 Le Sommer (70.) | | Marokko |
| Frankreich                                                              | Aït El Haj (57.) | | Marokko |
| Frankreich                                                              | Spieler des Spiels: Kadidiatou Diani (Frankreich) | | Marokko |
| 8. Achtelfinale                                                         | | |         |
| 8. August um 20:30 Uhr (13:00 Uhr MESZ) in Adelaide (Hindmarsh Stadium) | | |         |
| Zuschauer: 13.557                                                       | | |         |
| Schiedsrichterin: Tori Penso ( Vereinigte Staaten) 8                    | | |         |
| Spielbericht                                                            | | |         |

## Viertelfinale

### Spanien – Niederlande 2:1 n. V. (1:1, 0:0)
| Spanien                                                                              | Spanien | Niederlande | Niederlande |
| ------------------------------------------------------------------------------------ | --- | --- | ----------- |
| Spanien                                                                              | \| 1. Viertelfinale \| \| 11. August um 13:00 Uhr (03:00 Uhr MESZ) in Wellington (Wellington Regional Stadium) \| \| Zuschauer: 32.021 \| \| Schiedsrichterin: Stéphanie Frappart ( Frankreich) 9 \| \| Spielbericht \| | \| 1. Viertelfinale \| \| 11. August um 13:00 Uhr (03:00 Uhr MESZ) in Wellington (Wellington Regional Stadium) \| \| Zuschauer: 32.021 \| \| Schiedsrichterin: Stéphanie Frappart ( Frankreich) 9 \| \| Spielbericht \| | Niederlande |
| Spanien                                                                              | Cata Coll – Oihane Hernández (91. Olga Carmona), Irene Paredes, Laia Codina (77. Ivana Andrés), Ona Batlle – Aitana Bonmatí (87. Irene Guerrero), Teresa Abelleira, Jennifer Hermoso – Alba Redondo (71. Salma Paralluelo), Esther González (100. Eva Navarro), Mariona Caldentey (100. Alexia Putellas) Cheftrainer: Jorge Vilda | Daphne van Domselaar – Sherida Spitse (85. Katja Snoeijs), Stefanie van der Gragt (106. Kerstin Casparij), Dominique Janssen – Jackie Groenen, Victoria Pelova, Jill Roord (61. Lynn Wilms), Damaris Egurrola (96. Caitlin Dijkstra), Esmee Brugts (89. Aniek Nouwen) – Lineth Beerensteyn, Lieke Martens Cheftrainer: Andries Jonker | Niederlande |
| Spanien                                                                              | 1:0 Caldentey (81., Handelfmeter) 2:1 Paralluelo (111.) | 1:1 van der Gragt (90.+1') | Niederlande |
| Spanien                                                                              | Hernández (35.) | Egurrola (61.) | Niederlande |
| Spanien                                                                              | Spieler des Spiels: Salma Paralluelo (Spanien) | | Niederlande |
| 1. Viertelfinale                                                                     | | |             |
| 11. August um 13:00 Uhr (03:00 Uhr MESZ) in Wellington (Wellington Regional Stadium) | | |             |
| Zuschauer: 32.021                                                                    | | |             |
| Schiedsrichterin: Stéphanie Frappart ( Frankreich) 9                                 | | |             |
| Spielbericht                                                                         | | |             |

### Japan – Schweden 1:2 (0:1)
| Japan                                                            | Japan | Schweden | Schweden |
| ---------------------------------------------------------------- | --- | --- | -------- |
| Japan                                                            | \| 2. Viertelfinale \| \| 11. August um 19:30 Uhr (09:30 Uhr MESZ) in Auckland (Eden Park) \| \| Zuschauer: 43.217 \| \| Schiedsrichterin: Esther Staubli ( Schweiz) 10 \| \| Spielbericht \|                                                                                          | \| 2. Viertelfinale \| \| 11. August um 19:30 Uhr (09:30 Uhr MESZ) in Auckland (Eden Park) \| \| Zuschauer: 43.217 \| \| Schiedsrichterin: Esther Staubli ( Schweiz) 10 \| \| Spielbericht \| | Schweden |
| Japan                                                            | Ayaka Yamashita – Hana Takahashi (90.+2' Maika Hamano), Saki Kumagai , Moeka Minami – Risa Shimizu, Fūka Nagano (81. Honoka Hayashi), Yui Hasegawa, Hina Sugita (46. Jun Endō) – Aoba Fujino, Mina Tanaka (52. Riko Ueki), Hinata Miyazawa (81. Kiko Seike) Cheftrainer: Futoshi Ikeda | Zećira Mušović – Nathalie Björn, Amanda Ilestedt, Magdalena Eriksson, Jonna Andersson – Filippa Angeldal, Elin Rubensson (84. Hanna Bennison), Johanna Rytting Kaneryd (84. Sofia Jakobsson), Kosovare Asllani (72. Madelen Janogy), Fridolina Rolfö (72. Lina Hurtig) – Stina Blackstenius Cheftrainer: Peter Gerhardsson | Schweden |
| Japan                                                            | 1:2 Hayashi (87.) | 0:1 Ilestedt (32.) 0:2 Angeldal (51., Handelfmeter) | Schweden |
| Japan                                                            | Ueki (79.) | | Schweden |
| Japan                                                            | Ueki schießt Foulelfmeter gegen die Latte (76.) | | Schweden |
| Japan                                                            | Spieler des Spiels: Amanda Ilestedt (Schweden) | | Schweden |
| 2. Viertelfinale                                                 | | |          |
| 11. August um 19:30 Uhr (09:30 Uhr MESZ) in Auckland (Eden Park) | | |          |
| Zuschauer: 43.217                                                | | |          |
| Schiedsrichterin: Esther Staubli ( Schweiz) 10                   | | |          |
| Spielbericht                                                     | | |          |

### Australien – Frankreich 0:0 n. V., 7:6 i. E.
| Australien                                                       | Australien | Frankreich | Frankreich |
| ---------------------------------------------------------------- | --- | --- | ---------- |
| Australien                                                       | \| 3. Viertelfinale \| \| 12. August um 17:00 Uhr (09:00 Uhr MESZ) in Brisbane (Lang Park) \| \| Zuschauer: 49.461 \| \| Schiedsrichterin: María Carvajal ( Chile) 11 \| \| Spielbericht \|                                                                                      | \| 3. Viertelfinale \| \| 12. August um 17:00 Uhr (09:00 Uhr MESZ) in Brisbane (Lang Park) \| \| Zuschauer: 49.461 \| \| Schiedsrichterin: María Carvajal ( Chile) 11 \| \| Spielbericht \|                                                                                               | Frankreich |
| Australien                                                       | Mackenzie Arnold – Ellie Carpenter, Clare Hunt, Alanna Kennedy, Stephanie Catley – Hayley Raso (104. Cortnee Vine), Katrina Gorry, Kyra Cooney-Cross (116. Tameka Yallop), Caitlin Foord – Emily van Egmond (55. Sam Kerr), Mary Fowler Cheftrainer: Tony Gustavsson ( Schweden) | Pauline Peyraud-Magnin (120.+3' Solène Durand) – Élisa De Almeida (120.+3' Ève Périsset), Maëlle Lakrar, Wendie Renard , Sakina Karchaoui – Kenza Dali, Onema Grace Geyoro, Sandie Toletti (64. Vicki Becho), Selma Bacha – Eugénie Le Sommer, Kadidiatou Diani Cheftrainer: Hervé Renard | Frankreich |
| Australien                                                       | Elfmeterschießen | | Frankreich |
| Australien                                                       | 1:0 Foord Durand hält gegen Catley 2:2 Kerr 3:3 Fowler Arnold schießt gegen den Pfosten 4:4 Gorry 5:5 Yallop 6:6 Carpenter Durand hält gegen Hunt 7:6 Vine | Arnold hält gegen Bacha 1:1 Diani 1:2 Renard 2:3 Le Sommer Arnold hält gegen Périsset 3:4 Geyoro 4:5 Karchaoui 5:6 Lakrar Arnold hält gegen Dali Becho schießt gegen den Pfosten | Frankreich |
| Australien                                                       | Gorry (92.) | | Frankreich |
| Australien                                                       | Spieler des Spiels: Mackenzie Arnold (Australien) | | Frankreich |
| 3. Viertelfinale                                                 | | |            |
| 12. August um 17:00 Uhr (09:00 Uhr MESZ) in Brisbane (Lang Park) | | |            |
| Zuschauer: 49.461                                                | | |            |
| Schiedsrichterin: María Carvajal ( Chile) 11                     | | |            |
| Spielbericht                                                     | | |            |

### England – Kolumbien 2:1 (1:1)
| England                                                                | England | Kolumbien | Kolumbien |
| ---------------------------------------------------------------------- | --- | --- | --------- |
| England                                                                | \| 4. Viertelfinale \| \| 12. August um 20:30 Uhr (12:30 Uhr MESZ) in Sydney (Stadium Australia) \| \| Zuschauer: 75.784 \| \| Schiedsrichterin: Ekaterina Koroleva ( Vereinigte Staaten) 12 \| \| Spielbericht \|                                 | \| 4. Viertelfinale \| \| 12. August um 20:30 Uhr (12:30 Uhr MESZ) in Sydney (Stadium Australia) \| \| Zuschauer: 75.784 \| \| Schiedsrichterin: Ekaterina Koroleva ( Vereinigte Staaten) 12 \| \| Spielbericht \|                                                           | Kolumbien |
| England                                                                | Mary Earps – Jessica Carter, Millie Bright , Alex Greenwood – Lucy Bronze, Georgia Stanway, Keira Walsh, Rachel Daly, Ella Toone – Alessia Russo (84. Chloe Kelly), Lauren Hemp (90.+3' Beth England) Cheftrainerin: Sarina Wiegman ( Niederlande) | Catalina Pérez Jaramillo (68. Natalia Giraldo) – Carolina Arias (10. Ana Guzmán), Jorelyn Carabalí, Daniela Arias, Manuela Vanegas – Diana Ospina (78. Ivonne Chacón), Lorena Bedoya, Catalina Usme , Leicy Santos, Linda Caicedo – Mayra Ramírez Cheftrainer: Nelson Abadía | Kolumbien |
| England                                                                | 1:1 Hemp (45.+6') 2:1 Russo (63.) | 0:1 Santos (44.) | Kolumbien |
| England                                                                | Spieler des Spiels: Alessia Russo (England) | | Kolumbien |
| 4. Viertelfinale                                                       | | |           |
| 12. August um 20:30 Uhr (12:30 Uhr MESZ) in Sydney (Stadium Australia) | | |           |
| Zuschauer: 75.784                                                      | | |           |
| Schiedsrichterin: Ekaterina Koroleva ( Vereinigte Staaten) 12          | | |           |
| Spielbericht                                                           | | |           |

## Halbfinale

### Spanien – Schweden 2:1 (0:0)
| Spanien                                                          | Spanien | Schweden | Schweden |
| ---------------------------------------------------------------- | --- | --- | -------- |
| Spanien                                                          | \| 1. Halbfinale \| \| 15. August um 20:00 Uhr (10:00 Uhr MESZ) in Auckland (Eden Park) \| \| Zuschauer: 43.217 \| \| Schiedsrichterin: Edina Alves ( Brasilien) 13 \| \| Spielbericht \|                                                                           | \| 1. Halbfinale \| \| 15. August um 20:00 Uhr (10:00 Uhr MESZ) in Auckland (Eden Park) \| \| Zuschauer: 43.217 \| \| Schiedsrichterin: Edina Alves ( Brasilien) 13 \| \| Spielbericht \| | Schweden |
| Spanien                                                          | Cata Coll – Ona Batlle, Irene Paredes, Laia Codina, Olga Carmona – Aitana Bonmatí, Teresa Abelleira, Alexia Putellas (57. Salma Paralluelo) – Alba Redondo (73. Eva Navarro), Jennifer Hermoso, Mariona Caldentey (90.+5' Esther González) Cheftrainer: Jorge Vilda | Zećira Mušović – Nathalie Björn, Amanda Ilestedt, Magdalena Eriksson, Jonna Andersson – Filippa Angeldal, Elin Rubensson (87. Lina Hurtig), Johanna Rytting Kaneryd (77. Olivia Schough), Kosovare Asllani , Fridolina Rolfö – Stina Blackstenius (77. Rebecka Blomqvist) Cheftrainer: Peter Gerhardsson | Schweden |
| Spanien                                                          | 1:0 Paralluelo (81.) 2:1 Carmona (89.) | 1:1 Blomqvist (88.) | Schweden |
| Spanien                                                          | Spieler des Spiels: Salma Paralluelo (Spanien) | | Schweden |
| 1. Halbfinale                                                    | | |          |
| 15. August um 20:00 Uhr (10:00 Uhr MESZ) in Auckland (Eden Park) | | |          |
| Zuschauer: 43.217                                                | | |          |
| Schiedsrichterin: Edina Alves ( Brasilien) 13                    | | |          |
| Spielbericht                                                     | | |          |

### Australien – England 1:3 (0:1)
| Australien                                                             | Australien | England | England |
| ---------------------------------------------------------------------- | --- | --- | ------- |
| Australien                                                             | \| 2. Halbfinale \| \| 16. August um 20:00 Uhr (12:00 Uhr MESZ) in Sydney (Stadium Australia) \| \| Zuschauer: 75.784 \| \| Schiedsrichter: Tori Penso ( Vereinigte Staaten) 14 \| \| Spielbericht \|                                                                             | \| 2. Halbfinale \| \| 16. August um 20:00 Uhr (12:00 Uhr MESZ) in Sydney (Stadium Australia) \| \| Zuschauer: 75.784 \| \| Schiedsrichter: Tori Penso ( Vereinigte Staaten) 14 \| \| Spielbericht \|                                            | England |
| Australien                                                             | Mackenzie Arnold – Ellie Carpenter, Clare Hunt, Clare Polkinghorne (81. Emily van Egmond), Stephanie Catley – Hayley Raso (72. Cortnee Vine), Katrina Gorry (88. Alex Chidiac), Kyra Cooney-Cross, Caitlin Foord – Mary Fowler, Sam Kerr Cheftrainer: Tony Gustavsson ( Schweden) | Mary Earps – Jessica Carter, Millie Bright , Alex Greenwood – Lucy Bronze, Georgia Stanway, Keira Walsh, Rachel Daly, Ella Toone (90. Niamh Charles) – Alessia Russo (87. Chloe Kelly), Lauren Hemp Cheftrainerin: Sarina Wiegman ( Niederlande) | England |
| Australien                                                             | 1:1 Kerr (63.) | 0:1 Toone (36.) 1:2 Hemp (71.) 1:3 Russo (86.) | England |
| Australien                                                             | Greenwood (10.), Kelly (90.+5') | | England |
| Australien                                                             | Spieler des Spiels: Lauren Hemp (England) | | England |
| 2. Halbfinale                                                          | | |         |
| 16. August um 20:00 Uhr (12:00 Uhr MESZ) in Sydney (Stadium Australia) | | |         |
| Zuschauer: 75.784                                                      | | |         |
| Schiedsrichter: Tori Penso ( Vereinigte Staaten) 14                    | | |         |
| Spielbericht                                                           | | |         |

## Spiel um Platz 3

### Schweden – Australien 2:0 (1:0)
| Schweden                                                         | Schweden | Australien | Australien |
| ---------------------------------------------------------------- | --- | --- | ---------- |
| Schweden                                                         | \| Spiel um Platz 3 \| \| 19. August um 18:00 Uhr (10:00 Uhr MESZ) in Brisbane (Lang Park) \| \| Zuschauer: 49.461 \| \| Schiedsrichterin: Cheryl Foster ( Wales) 15 \| \| Spielbericht \| | \| Spiel um Platz 3 \| \| 19. August um 18:00 Uhr (10:00 Uhr MESZ) in Brisbane (Lang Park) \| \| Zuschauer: 49.461 \| \| Schiedsrichterin: Cheryl Foster ( Wales) 15 \| \| Spielbericht \| | Australien |
| Schweden                                                         | Zećira Mušović – Nathalie Björn, Amanda Ilestedt, Magdalena Eriksson, Jonna Andersson – Filippa Angeldal, Elin Rubensson, Johanna Rytting Kaneryd (89. Linda Sembrant), Kosovare Asllani (67. Lina Hurtig), Fridolina Rolfö – Stina Blackstenius (67. Rebecka Blomqvist) Cheftrainer: Peter Gerhardsson | Mackenzie Arnold – Ellie Carpenter (74. Courtney Nevin), Clare Hunt, Clare Polkinghorne (74. Alex Chidiac), Stephanie Catley – Hayley Raso (60. Cortnee Vine), Katrina Gorry (60. Emily van Egmond), Kyra Cooney-Cross, Caitlin Foord – Mary Fowler, Sam Kerr Cheftrainer: Tony Gustavsson ( Schweden) | Australien |
| Schweden                                                         | 1:0 Rolfö (30., Foulelfmeter) 2:0 Asllani (62.) | | Australien |
| Schweden                                                         | Rubensson (89.), Hurtig (90.+4') | Gorry (45.+1') | Australien |
| Schweden                                                         | Spieler des Spiels: Fridolina Rolfö (Schweden) | | Australien |
| Spiel um Platz 3                                                 | | |            |
| 19. August um 18:00 Uhr (10:00 Uhr MESZ) in Brisbane (Lang Park) | | |            |
| Zuschauer: 49.461                                                | | |            |
| Schiedsrichterin: Cheryl Foster ( Wales) 15                      | | |            |
| Spielbericht                                                     | | |            |

## Finale

### Spanien – England 1:0 (1:0)
| Spanien                                                                | Spanien | England | England |
| ---------------------------------------------------------------------- | --- | --- | ------- |
| Spanien                                                                | \| Finale \| \| 20. August um 20:00 Uhr (12:00 Uhr MESZ) in Sydney (Stadium Australia) \| \| Zuschauer: 75.784 \| \| Schiedsrichterin: Tori Penso ( Vereinigte Staaten) 16 \| \| Spielbericht \|                                                                   | \| Finale \| \| 20. August um 20:00 Uhr (12:00 Uhr MESZ) in Sydney (Stadium Australia) \| \| Zuschauer: 75.784 \| \| Schiedsrichterin: Tori Penso ( Vereinigte Staaten) 16 \| \| Spielbericht \|                                                                   | England |
| Spanien                                                                | Cata Coll – Ona Batlle, Irene Paredes, Laia Codina (73. Ivana Andrés), Olga Carmona – Teresa Abelleira, Aitana Bonmatí, Jennifer Hermoso – Alba Redondo (60. Oihane Hernández), Salma Paralluelo, Mariona Caldentey (90. Alexia Putellas) Cheftrainer: Jorge Vilda | Mary Earps – Jessica Carter, Millie Bright , Alex Greenwood – Lucy Bronze, Georgia Stanway, Keira Walsh, Rachel Daly (46. Chloe Kelly), Ella Toone (87. Beth England) – Alessia Russo (46. Lauren James), Lauren Hemp Cheftrainerin: Sarina Wiegman ( Niederlande) | England |
| Spanien                                                                | 1:0 Carmona (29.) | | England |
| Spanien                                                                | Paralluelo (78.) | Hemp (55.) | England |
| Spanien                                                                | Earps hält Handelfmeter von Hermoso (70.) | | England |
| Spanien                                                                | Spieler des Spiels: Olga Carmona (Spanien) | | England |
| Finale                                                                 | | |         |
| 20. August um 20:00 Uhr (12:00 Uhr MESZ) in Sydney (Stadium Australia) | | |         |
| Zuschauer: 75.784                                                      | | |         |
| Schiedsrichterin: Tori Penso ( Vereinigte Staaten) 16                  | | |         |
| Spielbericht                                                           | | |         |